# Parydra buccata
Parydra buccata är en tvåvingeart som beskrevs av Becker 1914. Parydra buccata ingår i släktet Parydra och familjen vattenflugor.
Artens utbredningsområde är Kenya. Inga underarter finns listade i Catalogue of Life.